# Hans Warnau
Hans Warnau (1922 – 1995) was een Nederlands tuin- en landschapsarchitect. In zijn ontwerpen streefde Warnau, die tot 'de modernen' gerekend wordt, naar een heldere en tegelijkertijd sobere vormgeving. Hij combineerde de aanwezige elementen met nieuwe toevoegingen op een zodanige wijze dat er een eenheid ontstond. Het functioneren en de beleving van de plek stonden daarbij voorop en hij zocht daarbij aansluiting bij stedenbouwkundigen en architecten. Warnau gebruikte nieuwe vormen, materialen en constructies. Veel van zijn ontwerpen zijn met een eenvoudig, inheems sortiment beplant, wat de helderheid en duidelijkheid van zijn ontwerpen ondersteunt.

## Loopbaan
Warnau volgde een opleiding tropische tuinbouw aan de Rijkstuinbouwschool in Boskoop. Hierna werkte hij van 1942 tot 1946 als assistentopzichter bij de buitendienst van de afdeling Plantsoenen van Gemeentewerken Rotterdam. 
In het kader van de wederopbouw van de in de oorlog geïnundeerde gebieden op Goeree-Overflakkee maakte Warnau in 1947-1948, in dienst van de Commissie Overleg Landschapsherstel, herbeplantingsplannen voor boerenerven. Supervisor voor dit project was de landschapsarchitect Hein Otto. 
Samen met Tineke Roelfsema verzorgde Warnau een inzending voor de B.N.T.-prijsvraag voor het Afrikaanderplein in Rotterdam-Zuid in 1947. Hun inzending behaalde de eerste prijs en Warnau werd gestimuleerd zich verder te bekwamen als tuinarchitect. Hij trad daartoe in dienst van Bart de Ruyter in Tilburg. Twee jaar later, in 1951, verwierf hij de functie van assistent-stedenbouwkundige bij de Afdeling Stadsontwikkeling van de gemeente Amsterdam. Hier werkte hij onder Cornelis van Eesteren aan de ontwerpen voor speelterreinen (veelal samen met Aldo van Eyck) en voor plantsoenen (Darwinplantsoen, Robert Kochplantsoen en de tuin bij het Stedelijk Museum). Door Van Eesteren kwam Warnau in contact met de ideeën van De Stijl en de rechtlijnige en functionele denk- en ontwerpwijze. 
In 1954 werd Warnau compagnon in het Landschapsarchitektenbureau Buys, Meijers en Warnau. Tot die tijd werd dit bureau geleid door P.A.M. Buys en J. Meijers, die tot 1948 voor tuinarchitect en boomkweker P. Hasselman werkten en na diens emigratie het bureau onder hun eigen naam voortzetten. Enige jaren later vertrokken Buys en Meijers en traden J. Hofman en J. Kalff tot het bureau toe. Dientengevolge droeg het bureau achtereenvolgens de namen Buys-Meijers-Warnau (1954-1960), Meijers-Warnau (1961-1964), Meijers-Warnau-Hofman-Kalff (1964-1970) en Warnau-Hofman-Kalff (1971-1978). In 1978 verliet Warnau het bureau.  
Hans Warnau werkte bij het bureau zowel aan particuliere tuinen als aan begraafplaatsen (Hoofddorp, Uithoorn), plantsoenen en structuurplannen (voor de nieuwe kernen in Oostelijk Flevoland), instellingsterreinen, uitbreidingsplannen, recreatiegebieden (Maarsseveense Plassen) en landschapsplannen bij ruilverkavelingen. Ook was hij groenadviseur bij de Rijksdienst voor de IJsselmeerpolders (R.IJ.P.), waarbij hij opnieuw samenwerkte met Van Eesteren, die de stedenbouwkundige concepten voor de nieuwe dorpen in Oostelijk Flevoland maakte. 
Naast zijn bureau- en advieswerk was hij vanaf 1953 gastdocent aan de Academie voor Bouwkunst in Amsterdam, leraar aan de Hogere Opleiding Tuinarchitectuur in Boskoop (1959-1960) en docent aan de Landbouwhogeschool in Wageningen (vanaf 1973). Met zijn enthousiasme en inzet inspireerde hij vele jongere tuin- en landschapsarchitecten.

## Ontwerpen
Bron: TUiN-database.
- Malieveld Den Haag (1975)
- Maarsseveense Plassen (1958-1963)
- Gijsbrecht van Aemstelpark (1959)
- Oude Algemene Begraafplaats Uithoorn (1962)
- Groenstructuur Dronten (1960)
- Algemene Begraafplaats te Hoofddorp (1960)
- Darwinplantsoen (1952)
- Robert Kochplantsoen
- Hoge Develpark (1962)

- Gemeinsame Normdatei: 132741237
- International Standard Name Identifier: 0000 0000 4346 5431
- Library of Congress Control Number: nb2007024562
- Nederlandse Thesaurus van Auteursnamen: 298986183
- Système universitaire de documentation: 125120664
- Virtual International Authority File: 33168013
- WorldCat: E39PBJjdk3Bbbxb83Rh8TfHjYP